# Charles Péan
Charles Péan, född 1901, död 1991, var en fransk kommendör i Frälsningsarmén.
1928 reste den dåvarande majoren Péan till Franska Guyana för att undersöka vad Frälsningsarmén kunde göra för att hjälpa fångarna på Djävulsön. Han gav 1930 ut sina dagboksanteckningar i bokform under namnet "Terre de Bagne" (Straffanstalten). Underhandlingar inleddes samtidigt mellan Frälsningsarmén och myndigheterna om det arbete som Frälsningsarmén ville starta.
I augusti 1933 kunde arbetet inledas då myndigheterna givit sitt medgivande och de ekonomiska medlen hade ordnats. Bland annat anslog general Edward Higgins genom Frälsningsarméns internationella högkvarter 1000 pund. Vid frälsningsarméns ankomst till ön uppgick de "frigivna" fångarna till ett antal av 2400. De utsända frälsningsofficerarna startade i Cayenne och S:t Laurent institutioner med natthärbärge, restaurang och sällskapsrum för de frigivna. Även en lantbrukskoloni upprättades.
I Frankrike togs varje hemvändande fånge emot av Frälsningsarmén som hjälpte honom till dess han fått ett arbete som hjälpte honom att på nytt bli en samhällsnyttig medborgare.
Péan invaldes 1934 i den statliga kommitté som skulle studera förhållandena i Franska Guyana och tilldelades senare den franska Hederslegionen.
Péan skrev en bok med titeln Djävulsön som handlar om Frälsningsarméns arbete bland de frigivna straffångarna som aldrig fick lämna ön. Den internationellt uppmärksammade boken Papillon - Räddningens öar (1969) av den före detta fången Henri Charrière väckte stort intresse för fångkolonin, och Péans bok gavs 1971 ut på svenska på bokförlaget FA-press.